# ドボワチン D.338
ドボワチン D.338
- 用途：旅客機
- 分類：旅客機
- 製造者：ドボワチン
- 運用者：エールフランス
- 初飛行：1935年1月10日
- 生産数：D.338 30機
D.342 1機
 D.620 1機
- 運用状況：退役

ドボワチン D.338（Dewoitine D.338）は、フランスのドボワチン社で製造された22座席の旅客機である。

## 設計と開発
D.338はD.333に引き込み式降着装置を取り付けた発展型であり、1936年に初飛行を行った。翼幅が多少大きくなり、胴体は3.18 m (10 ft 5¼ in)伸ばされていた。短距離路線では22名の乗客を搭乗させることが可能であり、極東で使用された機体は12名分の豪華仕様の座席を備え、その中の6座席は寝台にすることができた。

## 就役
D.338は信頼性に定評があり、第二次世界大戦中はフランスの海外植民地で使用された。戦争を生き延びた9機は数ヶ月間パリ-ニース路線で使用された。

## 派生型
D.338
主量産型、30機製造。
D.342
機体輪郭線を変更し24名分の座席を備え3基の出力682 kW (915 hp)のGnome-Rhône 14N 星型エンジンを装備した型。1939年に1機製造、1942年にエールフランスに納入。
D.620
3基のスーパーチャージャー付き出力 656 kW (880 hp)のGnome-Rhône 14Krsd 星型エンジンと30名分の座席を備えたD.338の発達型。1機製造、納入されず。

## 運用
フランス
- エールフランス

 アルゼンチン
- アルゼンチン空軍が第二次世界大戦後に2機のD.338を運用。: F-AQBT Ville de Chaetresは軍用登録記号T 170、F-AQBR Ville de PauはT 171を与えられた。両機共に1940年代遅くまで使用。

## 要目
(D.338) The Illustrated Encyclopedia of Aircraft (Part Work 1982-1985)
- 乗員：1名
- 全長：22.13 m (72 ft 7+1⁄4 in)
- 全幅：29 m (95 ft 1+3⁄4 in)
- 全高：
- 翼面積：80 m2 (861.14 ft2)
- 空虚重量：
- 全備重量：
- エンジン：3 × イスパノ・スイザ V16/17 星型エンジン、485 kW (650 hp)
- 最大速度：301 km/h (187 mph)
- 巡航速度：260 km/h (162 mph)
- 巡航高度：
- 航続距離：
- 上昇率：